# Insulele Kurile

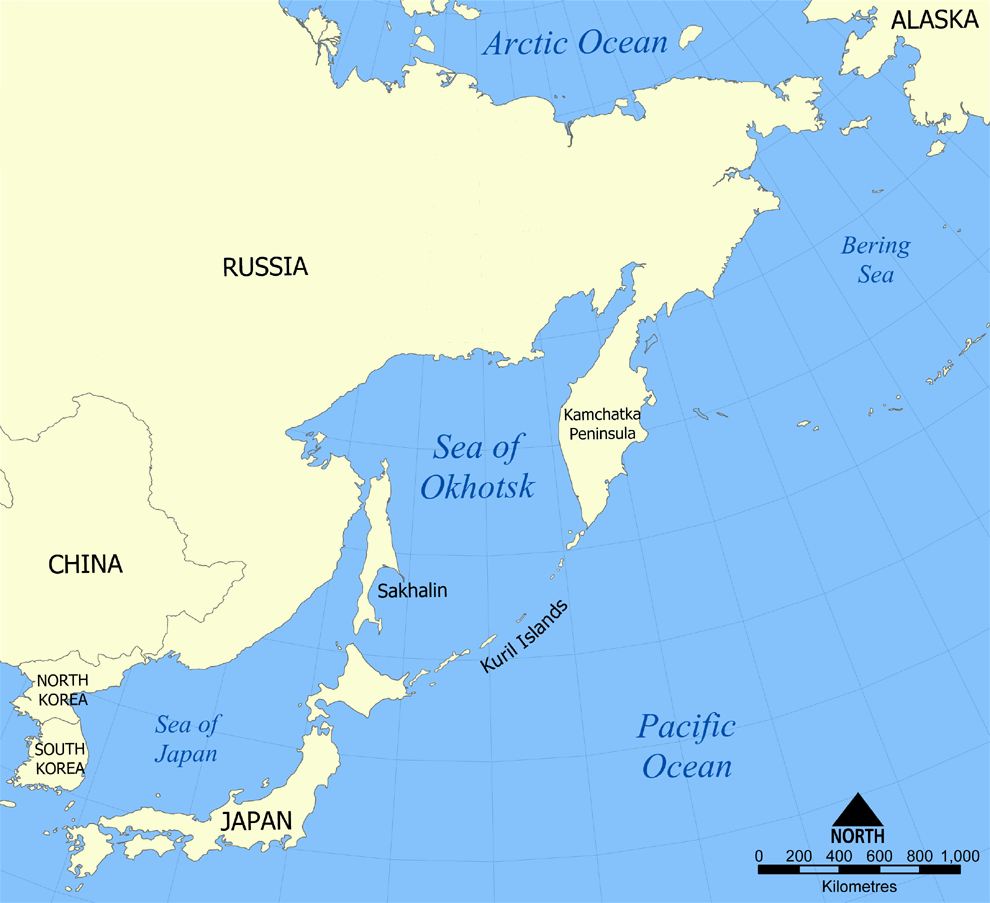
Locația Kurilelor în vestul Pacificului

Kurile este un grup 56 de insule vulcanice din estul Asiei, situate între peninsula Kamceatka și Hokkaido (Japonia).

## Geografia
Se întind de la nord-est spre sud-vest pe o distanță de ca. 1.200 km, despărțind Marea Ohoțk de Oceanul Pacific. Ele sunt sub jurisdicția Federației Ruse și o parte din ele sunt în componența raionului Kurilele de Sud, ce la rândul lui aparține regiunii Sahalin. Dar, Japonia susține că insulele Iturup, Kunașir, Șikotan și Habomai fac parte din teritoriul său, denumit Teritoriile Nordice sau Chishima de Sud, pe care le consideră că aparțin subprefecturii Nemuro a prefecturii Hokkaido. Această situație e cunoscută ca disputa insulelor Kurile. Au o populație de 19.000 locuitori.

## Particularități fizico-geografice

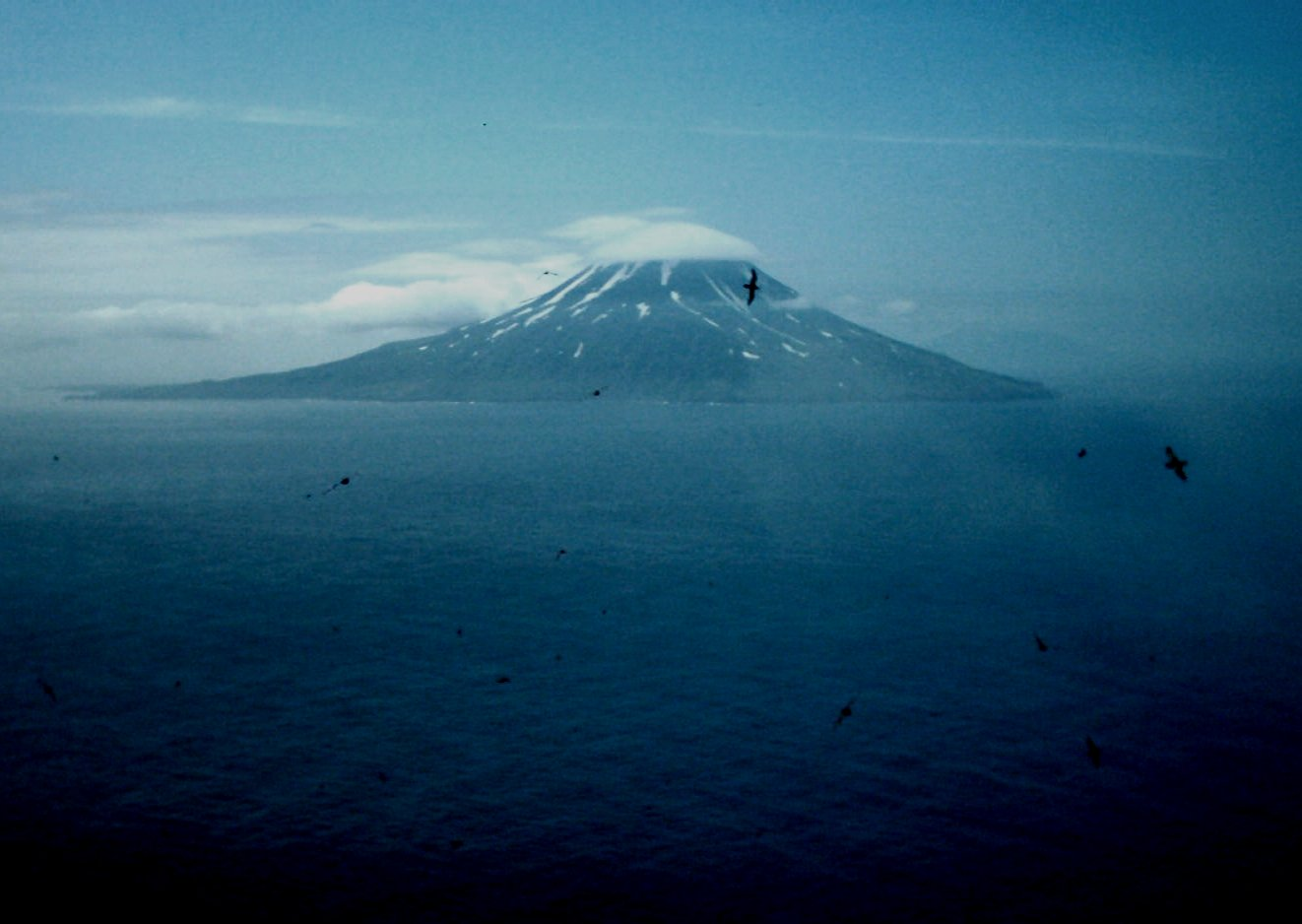
Insula Matua văzută din Raikoke

Arhipelagul Kurile include 30 insule mari (Iturup, Paramușir, Kunașir, Urup ș.a.) și numeroase insule mici, suprafața totală este ca. 10.355,61 km2.

### Relief

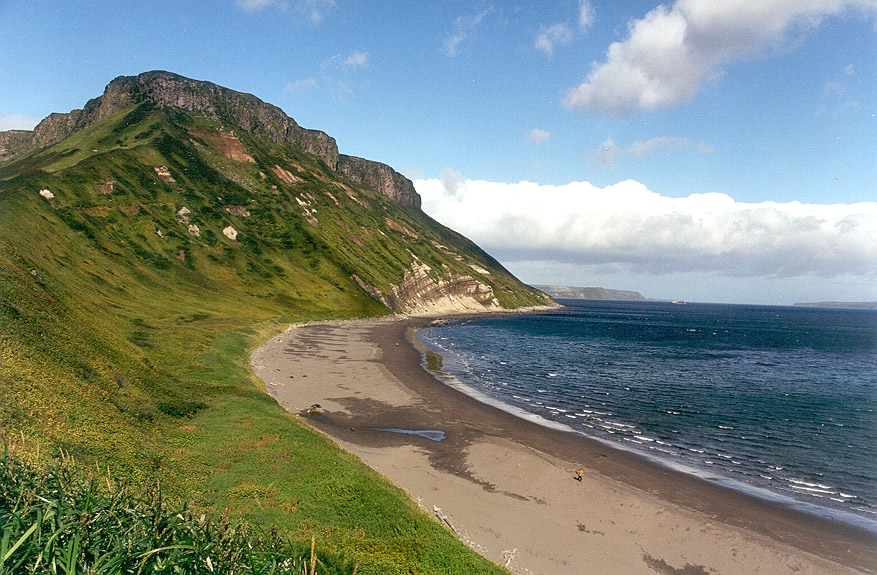
Peisajul insulelor Kurile

Arhipelagul reprezintă culmile și crestele unor munți vulcanici submarini (ca. 100 de vulcani, dintre care 38 activi). Relieful este muntos, altitudinea maximă fiind de 2.339 m.

### Climă
Clima este temperat-musonică și, datorită influenței curentului maritim Kuroshio, este mai rece decât cea caracteristică latitudinii la care se află arhipelagul. Cantitatea anuală de precipitații atmosferice depășește 1.000 mm în sud și măsoară în jur de 600 mm în nord. Vara au loc cețuri frecvente. Verile de aici sunt blânde, durând 1-3 luni, temperatura depășind uneori +10 °C și ierni foarte vântoase și reci, cu ninsori bogate, temperatura fiind de sub −3 °C, cu toate că deseori fiind mai mult de −10 °C. 

### Faună și vegetație
Pe insulele nordice predomină vegetația de tundră și silvotundră, iar pe cele sudice păduri de foioase care, odată cu creșterea altitudineii, trec în păduri de conifere. Fauna este alcătuită din unele animale adaptate la clima temperată rece, cum ar fi vulpea, lupul, ursul brun sau hermelina. De asemenea, insulele stâncoase servesc ca loc de poposire a păsărilor migratoare, iar litoralul ca adăpost pentru unele mamifere marine, cum ar fi focile sau vidrele de mare.